# Hermetia conjuncta
Hermetia conjuncta är en tvåvingeart som beskrevs av James 1967. Hermetia conjuncta ingår i släktet Hermetia och familjen vapenflugor. Inga underarter finns listade i Catalogue of Life.